# 盧赫貝格湖

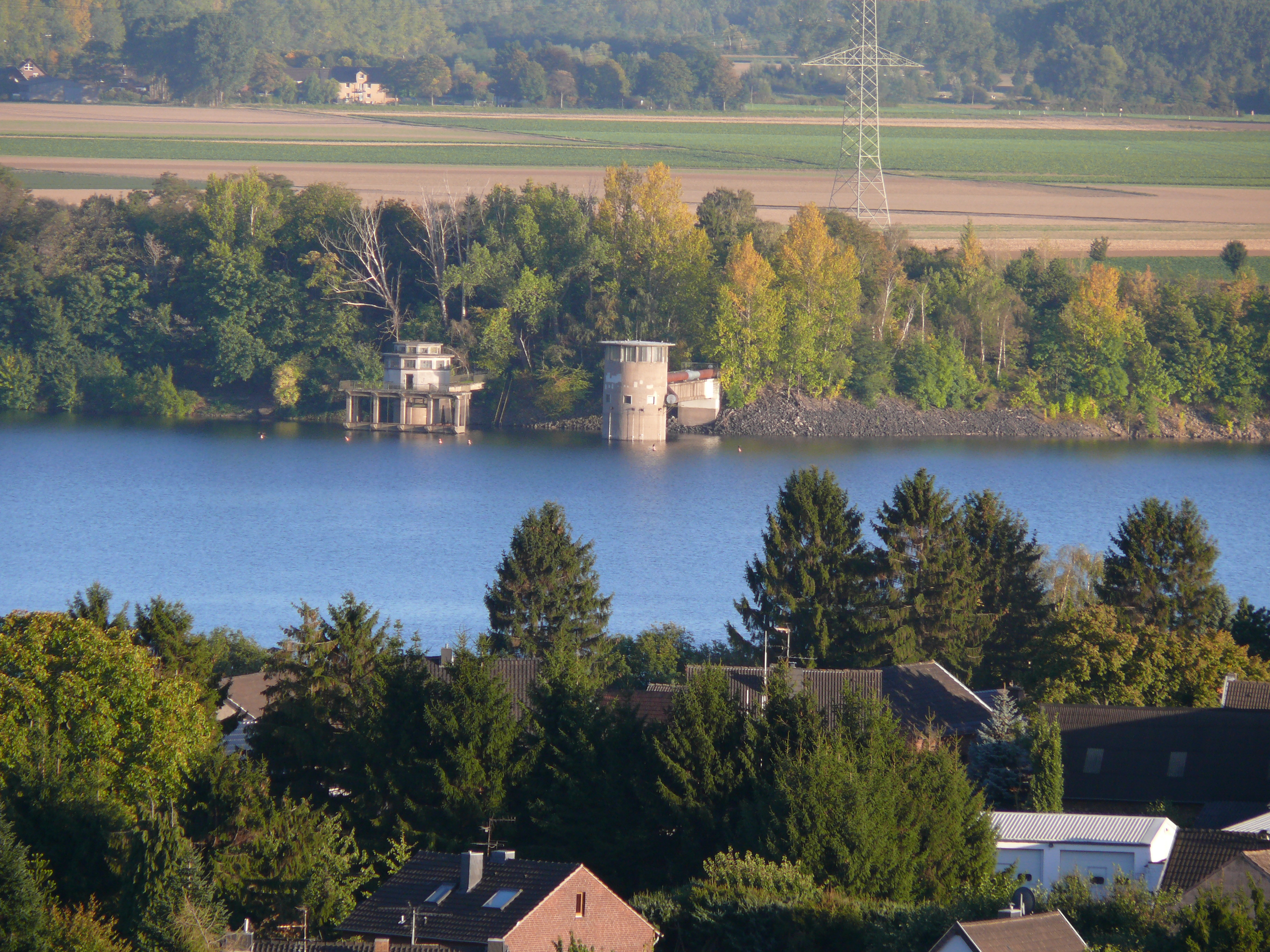

50°50′27″N 6°22′51″E / 50.840934°N 6.380954°E
盧赫貝格湖（德語：Lucherberger See），是德國的湖泊，位於該國西部，由北萊茵-威斯特法倫州負責管轄，處於迪倫縣，面積0.64平方公里，最大水深14米，水體容量860萬立方米。